# Kadajji, Davanagere
Kadajji là một làng thuộc tehsil Davanagere, huyện Davanagere, bang Karnataka, Ấn Độ.